# Andreas Fischer (Kirchenmusiker)

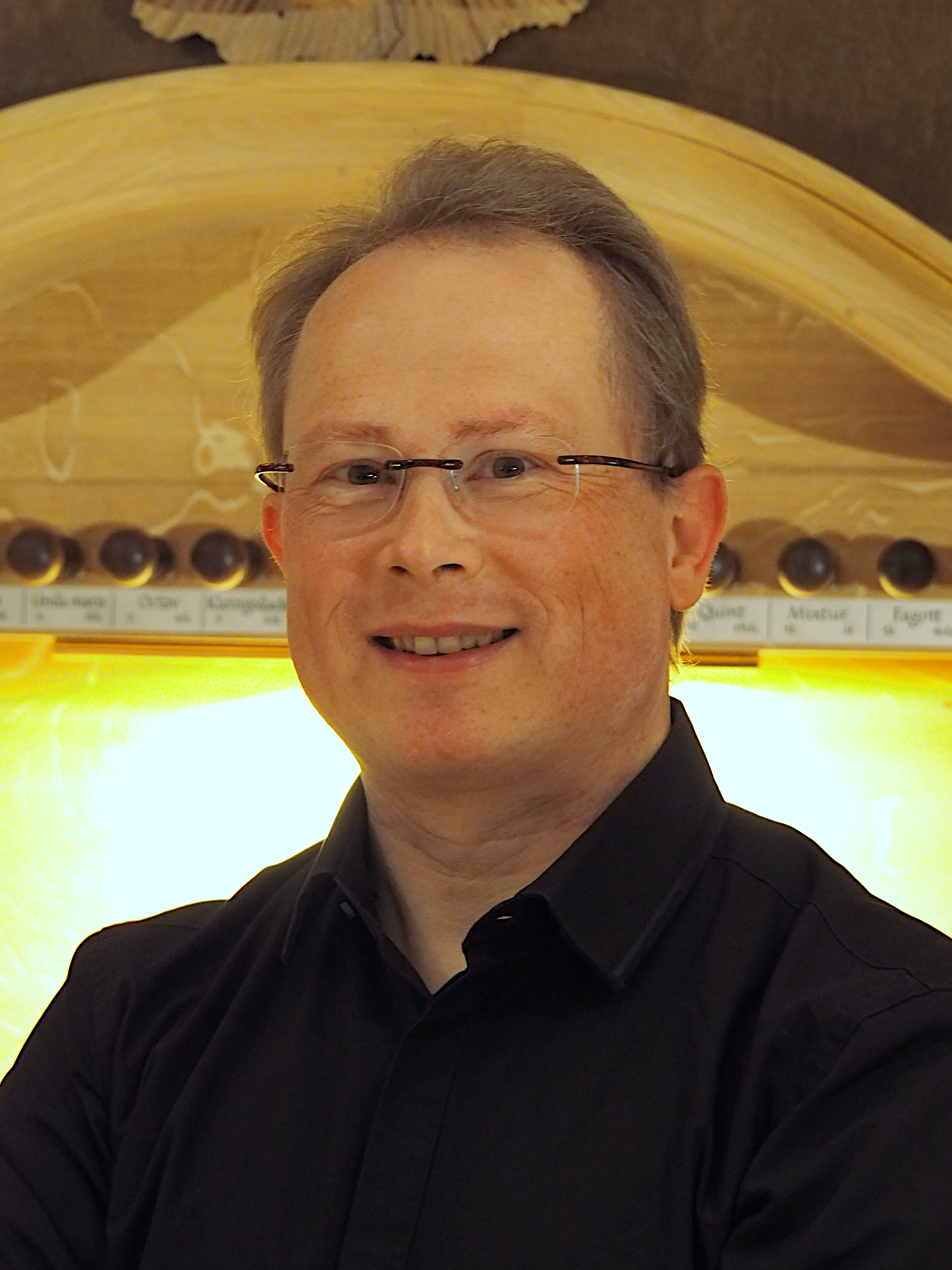
Andreas Fischer (2020)

Andreas Fischer (*  1966 in Mainz) ist ein deutscher Dirigent und Kirchenmusiker. Seit 1994 ist er Kantor und Organist der Hauptkirche Sankt Katharinen in Hamburg.

## Leben
Fischer studierte Kirchenmusik, Orgel und Dirigieren an der Hochschule für Musik und Theater München unter Franz Lehrndorfer, Gitti Pirner, Roderich Kreile, Hermann Michael und Hanns-Martin Schneidt. Als Cembalist und Organist gab er Konzerte in verschiedenen Ländern. 1997 belegte er den dritten Platz beim Internationalen Gottfried-Silbermann-Orgelwettbewerb in Freiberg. Fischer ist der Initiator des Projektes Eine Orgel für Bach in St. Katharinen, Hamburg. Die Rekonstruktion der historischen Orgel von St. Katharinen konnte 2013 von der Firma Flentrop vollendet werden.
2016 legte Andreas Fischer im Ortus-Verlag eine Rekonstruktion von Johann Sebastian Bachs Markus-Passion BWV 247 vor, die Bachs Parodieverfahren auf alle fehlenden Teile des Textbuches anwendet und auf diese Weise nicht nur Arien und Chöre, sondern auch die Rezitative gewinnt. Die Vorlagen stammen aus Bachs Kantatenwerk, die beiden bekannten Passionen werden hingegen nicht herangezogen. Fischers Fassung verwendet damit ausschließlich Musik Johann Sebastian Bachs.
2009 wurde ihm der Titel Kirchenmusikdirektor verliehen.

## Aufnahmen
- Orgelmusik – Andreas Fischer spielt an der großen Silbermannorgel im Dom zu Freiberg. Stiftung Johann Sebastian
- Eine Orgel für Bach – das neue Rückpositiv der rekonstruierten Barockorgel in St. Katharinen, Hamburg. Stiftung Johann Sebastian
- Regina Renata – die rekonstruierte Orgel in der Hauptkirche St. Katharinen, Hamburg. P. v. Dijk, A. Fischer und W. Zerer. EsDur, DDD, 2012
- Johann Sebastian Bach: Markus-Passion BWV 247 (rekonstruiert von Andreas Fischer)
 Katherina Müller, Sopran; Jan Börner, Altus; Matthias Bleidorn, Tenor; Manfred Bittner, Bass Arien; Richard Logiewa, Jesus;
 Cantorey St. Catharinen Orchester „Bell’ Arte Salzburg“ Andreas Fischer, Dirigent. 2018 MDG 902 2104-6
- Johann Sebastian Bach: Clavier-Übung Teil III; Andreas Fischer an der Flentrop-Orgel St. Katharinen, 2019 MDG 906 2120-6